# Amalia Guglielminetti
Amalia Guglielminetti (Turín, 4 de abril de 1881-íd., 4 de diciembre de 1941) fue una poeta y escritora italiana. 

## Biografía
Hija de Pietro y de Felicita Lavezzato, tenía dos hermanas (Emma y Erminia) y un hermano (Ernesto). El bisabuelo, Pietro Guglielminetti, se había mudado hacia 1858 de Cravanzana a Turín, donde instaló una pequeña industria de objetos de madera que se llamó Fratelli Guglielminetti: fue allí donde, en torno a 1860, se fabricaron cantimploras de madera para el Ejército Real.
El padre de Amalia murió en 1886 y la familia se trasladó junto al abuelo Lorenzo, un viejo parsimonioso industrial, rígido clerical y severo custodio del hogar doméstico que la hizo estudiar en escuelas religiosas. 
A partir de 1901 empezó a publicar sus poemas en el suplemento dominical de la Gazzetta del Popolo. Parte de estos poemas se publicarán en 1903 en el libro Voci di giovinezza. Son versos escolares y, a menudo, torpes, que no tuvieron ninguna repercusión en el panorama literario turinés. 
Su siguiente libro, Le vergini folli, tuvo sin embargo una buena acogida, gracias en buena parte a los elogios públicos del profesor Arturo Graf, quien había leído el libro manuscrito antes de su publicación. Una vez editado, Graf escribió una nota a Amalia el 5 de mayo de 1907: 

«Su inspiración está viva, pura, delicada cuanto se pueda elogiar, y el arte la secunda a maravilla. Sus figuras de muchachas y mujeres son pura gracia, y muchos sonetos tienen una factura exquisita. ¡Y todo le parece llegar tan espontáneamente!»

 Dino Mantovani, crítico de La Stampa, consideró la voz poética de Amalia Guglieminetti como una mezcla de Gaspara Stampa y de Safo.
El poeta Guido Gozzano envió su libro Via del rifugio a Amalia, y esta le correspondió mandándole sus Vergini folli. La poeta se refería así a su obra: 

«Todavía no he saboreado las exquisiteces de la poesía, sólo he rozado la esencia del alma de la poesía: un alma un poco amarga, un poco enferma.»

Gozzano respondió a su carta el 5 de junio de 1907. Se refirió a la crítica de Dino Mantovani en La Stampa y le aseguraba a Amalia que sus versos eran superiores a los de Gaspara Stampa, subraya las raíces dantescas de los sonetos de Guglieminetti, valora su petrarquismo y señala el inevitable aire dannunzianesco de los versos. Gozzano escribió: 

«También la señora Gasparina fue víctima de la moda de su tiempo, como nosotros lo somos del nuestro, con los aprendices de annunzianos»

Comparó la lectura del libro de Guglielminetti con la visión de una cohorte de vírgenes en un jardín claustral, vírgenes que entonan cantos de martirio o de esperanza; los versos de Guglielminetti conducen al lector a través de los círculos de aquel infierno luminoso que se llama virginidad.

### Poesía
- Voci di giovinezza, 1903.
- Le vergini folli, 1907.
- Le seduzioni. Turín: S. Lattes e C., 1909.
- Emma. Turín: Tip. V. Bona, 1909.
- L'insonne. Milán: Treves, 1913.
- Fiabe in versi. Ostiglia: La scolastica, 1916.
- Il ragno incantato. Milán: Mondadori, 1922.
- La carriera dei pupazzi. Milán: Sonzogno, 1924.
- I serpenti di Medusa. Milán: La Prora, 1934.

### Narrativa
- I volti dell'amore. Milán: Treves, 1913.
- Anime allo specchio. Milán: Treves, 1915.
- Le ore inutili. Milán: Treves, 1919.
- Gli occhi cerchiati d'azzurro. Milán: 1920.
- La porta della gioia. Milán: Vitagliano, 1920.
- La reginetta Chiomadoro. Milán: Mondadori, 1921.
- Quando avevo un amante. Milán: Sonzogno, 1923.

### Teatro
- L'amante ignoto, poema trágico, Milán: Treves, 1911.
- Il gingillo di lusso, comedia en un acto, 1924.
- Il ladro di gioielli, comedia en un acto, 1924.
- Nei e cicisbei (comedia en un acto), Il baro dell'amore (comedia en tres actos). Milán: Mondadori, 1926.

### Epistolario
- Lettere d'amore di Guido Gozzano e Amalia Guglielminetti. prefacio y notas: Spartaco Asciamprener, Milán, Garzanti, 1951.

## Obras traducidas al castellano

### Poesía
- Las vírgenes locas. Ediciones Universidad de Salamanca, 2018. (Le vergini folli, 1907).
- Seducciones. Ediciones Media fanega, 2021. (Le seduzioni, 1909).
- La insomne. Ediciones Media fanega, 2021. (L'insonne, 1921).

### Narrativa
- Almas en el espejo. Ediciones Media fanega, 2021. (Anime allo specchio, 1915).
- Las horas inútiles. Ediciones Media fanega, 2021. (Le ore inutile, 1919).
- La puerta de la alegría. Ediciones Media fanega, 2021. (La porta della gioia, 1920)
- Ojos rodeados de azul. Ediciones Media fanega, 2021. (Gli occhi cerchiati d’azzurro, 1927)